# پرستوی طلایی
پرستوی طلایی (نام علمی: Tachycineta euchrysea) نام یک گونه از سرده پرستوهای تندروپر است.